# Luis Vargas
Luis Rafael Valdez Vargas (né le 23 mai 1961) est un musicien, chanteur et compositeur dominicain. Il s'est impliqué dans la musique populaire après avoir rencontré un musicien local qui lui a appris à jouer de la guitare.

## Biographie
Vargas est né en 1961 à Las Matas de Santa Cruz dans la province de Monte Cristi. Il a grandi dans une famille pauvre. Il a développé son style avec des influences de Blas Durán et Eladio Romero Santos.

## Carrière musicale
Vargas est entré sur la scène de la bachata au début des années 1980. Il a été l'un des premiers artistes bachata à entrer dans le courant dominant latin. Luis Vargas est crédité comme le premier bachatero à utiliser des pédales de guitare. L'idée lui est venue de l'ingénieur du son Rafael Montilla. Ce dernier a ajouté une pédale de chorus à la guitare de Vargas lors de l'enregistrement de son album El Maiz en 1991. Il est également crédité comme étant le premier bachatero à mettre en œuvre des micros humbucker sur les guitares électriques acoustiques. Luis Vargas a autoproduit, promu et vendu ses premiers albums au début des années 1980. Soutenu par les artistes locaux Pedro Pimentel, Artemio Sánchez et Antonio Carrasco, sa musique a commencé à être diffusée par les stations de radio locales. Après avoir publié sa musique sur un label indépendant appelé José Luis Records, Sony Discos (maintenant Sony Music Latin) l'a signé en 1996, sortant Volvio el Dolor en 1997. Il est le premier artiste bachata signé chez Sony Music Latin. Antony Santos, considéré par certains comme l'un des musiciens de bachata les plus influents de tous les temps, était son joueur de güira. Luis Vargas était le mentor à la guitare de Santos. Après que Santos ait quitté le groupe Vargas pour former le sien, ils sont rapidement devenus rivaux, et ont sorti des chansons accusatrices se dénonçant l'un l'autre, comme "El Envidioso", "El Brazo Largo", "El Gato Seco", "El Charlatan", entre autres. Vargas est devenu célèbre pour ses licks de guitare et son doble sentido (double jeu) sur les mots. Il est connu sous le nom d'El Rey Supremo de la Bachata, à ne pas confondre avec Aventura, Los Reyes de la Bachata Moderna. Aventura a mentionné Luis Vargas comme l'une des inspirations du groupe, bien qu'ils aient eu des conflits avec Vargas dans le passé.

### Albums studios
- El Debate : Merengues de Verdad (1983)
- El Rey Supremo (1988)
- Sin Hueso (1989)
- El Tomate (1990)
- La Maravilla (1990)
- El Maiz (1991)
- Candela (1992)
- En Serio (1993)
- Loco de Amor (1994)
- Fuera de Serie  (1995)
- Rompiendo Corazones (1996)
- Volvió el Dolor (1997)
- Desamor (1999)
- Inocent (2000)
- En Persona (2001)
- Supernatural (2002)
- La Sangre Lama (2003)
- Mensajero (2004)
- Inolvidable (2005)
- Urbano (2007)
- The Legend (2010)
- Los 5 Sentidos (2012)
- Un Beso En Paris (2015)
- La Raiz (2019)
- Mi Historia Musical (2019)

### Compilations
- Super Caliente (1997)
- Disco de Oro (1998)
- Yo Soy Asi (2002)
- Luis Vargas : 12 sorties, vol. 1 (2003)
- Luis Vargas : 12 sorties, vol. 2 (2003)
- Todo Éxitos (2004)
- Éxitos de Luis Vargas (2005)

## Films
- En Persona (2001)
- Luis Vargas: Santo Domingo Blues (L'histoire de Bachata) (2004)